# Limited Brands
L.Brands ou Limited Brands (anciennement appeléeThe Limited, Inc.) est une entreprise américaine  basée à Columbus (Ohio). En 2009, elle annonçait 9,04 milliards de dollars américains de revenus pour l'année fiscale précédente.

## Principaux actionnaires
Au 8 janvier 2020:
| Capital Research & Management | 20,1% |
| Leslie Wexner                 | 16,7% |
| Putnam                        | 13,0% |
| The Vanguard Group            | 9,28% |
| PRIMECAP Management           | 6,72% |
| Southeastern Asset Management | 5,49% |
| SSgA Funds Management         | 4,32% |
| SunAmerica Asset Management   | 3,62% |
| Eminence Capital              | 2,57% |
| BlackRock Fund Advisors       | 2,53% |

## Marques
Limited Brands revend actuellement les marques suivantes :
- Victoria's Secret
- Pink (Victoria's Secret)
- Bath & Body Works
- The White Barn Candle Company